# Balduin al IV-lea al Ierusalimului
Balduin al IV-lea al Ierusalimului (n. 1161 - d. 16 martie 1185), denumit Leprosul, fiul lui Amalric I al Ierusalimului și al primei soții a acestuia, Agnes de Courtenay, a fost rege al Ierusalimului între 1174 și 1185. Sora sa a fost regina Sibila a Ierusalimului iar fiul acestei surori ale sale (care i-a succedat la tron) a fost regele-copil Balduin al V-lea. Prin a doua căsătorie a tatălui său, a avut o soră vitregă, regina Isabella I a Ierusalimului. Balduin al IV-lea al Ierusalimului a suferit de lepră. 